# Flughafen Cambridge

i7
i11
i13
Der Flughafen Cambridge (englisch: Cambridge City Airport, IATA-Code: CBG, ICAO-Code: EGSC) ist ein Flughafen  3 km östlich von Cambridge in der Grafschaft Cambridgeshire, England.

## Flughafendaten
Der Flughafen hat eine Asphaltpiste mit 1965 m Länge und 30 m Breite und zwei Graspisten mit 899 m bzw. 695 m Länge und 35 m Breite. Er befindet sich auf einer Seehöhe von 58 m.

## Geschichte
Der Flughafen wurde 1938 als Stützpunkt RAF Cambridge der Royal Air Force eröffnet und ersetzte den alten Flugplatz in Fen Ditton. Viele Jahre lang war es der Stützpunkt des Luftgeschwaders der Universität Cambridge. Marshall Aerospace, ein in Cambridge ansässiges Unternehmen mit langjähriger Erfahrung in der Abwicklung ziviler und militärischer Aufträge, ist Besitzer und Betreiber des Flughafens.
Im Juni 1959 führte Derby Airways mit Flügen zu den Kanalinseln die ersten Linienflüge von Cambridge nach dem Krieg durch, vom Jahr 2012 bis 2016 Blue Islands mit  
48-sitzigen ATR 42-500 nach Jersey die letzten. Im Jahre 2015 wurden Flüge von der dänischen Fluggesellschaft Sun Air nach Göteborg durchgeführt. Per 31. Januar 2016 stoppte die Marshall Group den Charter- und Linienbetrieb.
Im Jahr 2019 wurde von der Marshall Group bekannt gegeben, dass die Gruppe ihre wichtigsten Ingenieurbetriebe an einen neuen Standort verlegen und den Flughafen bis 2030 schließen will.

## Flugbetrieb
Nach 1945 führten die Fluggesellschaften Air Anglia, CityFlyer Express, Derby Airways, Suckling Airways Linienflüge durch. Mehrere Flugschulen und Flugklubs waren im Laufe der Zeit aktiv, unter anderen Cambridge Aero Club, Cambridge Flying Group, Marshalls’ Flying Services, Mid-Anglia School of Flying, Southside Flying Club.